# بليزانس (مترو باريس)
بليزانس (بالفرنسية: Plaisance)‏ هي محطة مترو تابعة لمترو باريس تقع في فرنسا في الدائرة الرابعة عشرة في باريس.[بحاجة لمصدر]